# Voo Aeroperú 772
O Voo Aeroperú 772 (IATA: PL 772) era um voo doméstico programado, operada pela Aeroperú, utilizando um Fokker F28-1000. Em 25 de outubro de 1988, a aeronave decolou do Aeroporto Internacional Inca Manco Cápac, em Juliaca, com destino ao Aeroporto Internacional Rodríguez Ballón, em Arequipa. Durante a decolagem, a aeronave ganhou pouca altitude após a rotação. Dos 69 ocupantes a bordo, entre passageiros e tripulantes, 12 morreram.

## Antecedentes

### Empresa

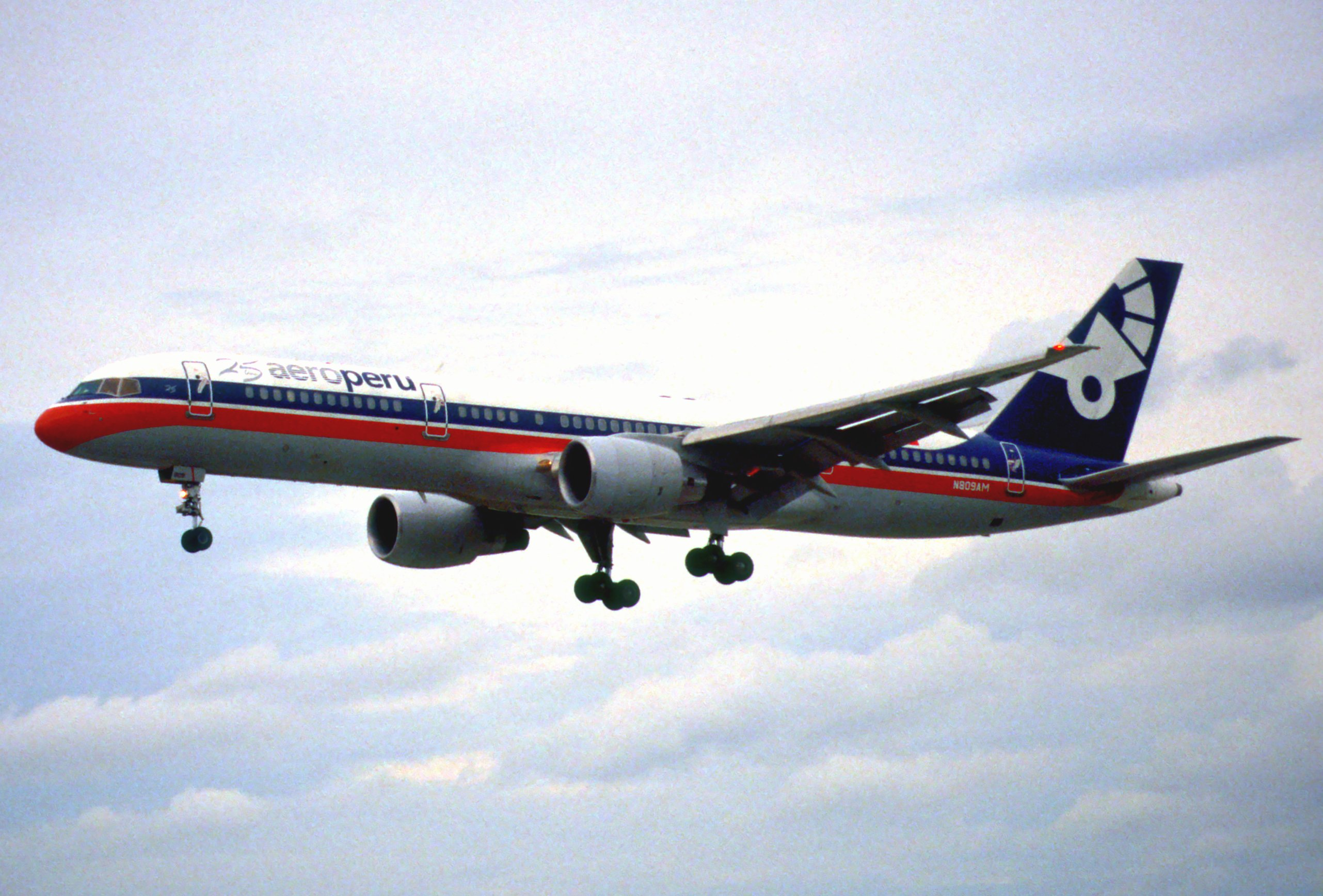
Um Boeing 757-200 da Aeroperú em 1998

A Aeroperú foi fundada em 22 de maio de 1973, após a reorganização da SATCO, uma companhia aérea anterior fundada em 1960 e controlada pelo Exército peruano. Inicialmente uma empresa totalmente estatal com uma frota de três Fokker F28 Fellowship adquirida da SATCO, os voos de receita foram iniciados em outubro na rota Lima-Cusco. Logo, um Boeing 727 se juntou à frota, e a companhia aérea fez um pedido para dois novos Fokker F27 Friendship. Em 1974, dois Douglas DC-8 foram adquiridos da Viasa, o que permitiu o lançamento de rotas internacionais. O voo internacional inaugural para Buenos Aires ocorreu em 29 de julho daquele ano, logo seguido de um voo regular para Miami. Em 1978, a rede Aeroperú cresceu para incluir uma infinidade de destinos na América Latina, e também as cidades americanas de Nova York e Los Angeles devido às suas grandes populações de latinos.

## Aeronave
A aeronave envolvida no acidente era um Fokker F28-1000, número de série 11059, registrada no Peru como OB-R-1020, equipada com dois motores Rolls-Royce Spey 555-15. Seu primeiro voo foi em 8 de dezembro de 1972 com o registro holandês PH-ZBO na Fokker. Em 15 de março de 1973, a máquina foi entregue ao Servicio Aereo de Transportes Comerciales (SATCO), uma subsidiária da Força Aérea Peruana, onde recebeu o registro peruano OB-R-397. Quando o governo peruano fundou a nova companhia aérea estatal Aeroperú algumas semanas depois, a aeronave foi transferida para sua frota e recebeu o novo prefixo OB-R-1020. A aeronave tinha 35 404 horas de voo e 44 078 ciclos (pousos e decolagens somados).

## Acidente
A aeronave fez sua decolagem da pista 29 na direção noroeste, mas ganhou pouca altitude após a rotação. Em seguida, tanto o trem de pouso quanto os auxiliares de flutuação foram retraídos e o empuxo foi reduzido ao mesmo tempo, a aeronave permaneceu no ar alguns metros acima do solo. Cerca de 1,8 quilômetros atrás da pista, a aeronave colidiu com a rodovia federal 124, que neste momento estava elevada em 0,8 metros e cercada em ambos os lados por valas com profundidade de 0,7 metros. Após o impacto, o Fokker derrapou mais 220 metros sobre o solo até parar no leito de um rio 2,3 metros abaixo da estrada.
A fuselagem da máquina quebrou em vários pedaços no acidente. A seção da fuselagem dianteira separou-se da seção central perto das pontas das asas, capotou e parou de cabeça para baixo a cerca de 50 metros da seção central. A parte inferior da fuselagem da seção frontal foi severamente deformada, com o grau de deformação aumentando desde o nariz da aeronave até o ponto de fratura. Apesar desta circunstância, o espaço de sobrevivência no interior da fuselagem não foi restringido nesta área. A maioria dos assentos ainda estava firmemente ancorada no piso da cabine, apenas em algumas áreas no final do fragmento da fuselagem havia rachaduras isoladas na construção do assento. Dos 69 ocupantes, entre passageiros e tripulantes, 12 morreram e 50 ficaram feridos.